# Víctor Moller Bordeu
Víctor Moller Bordeu (Concepción, 15 de diciembre de 1898-Santiago, ¿?) fue un ingeniero civil, agricultor y político chileno, miembro del Partido Radical (PR). Se desempeñó como ministro de Agricultura de su país, durante el gobierno del presidente Pedro Aguirre Cerda entre febrero y octubre de 1940.

## Familia y estudios
Nació en la ciudad chilena de Concepción, el 15 de diciembre de 1898, hijo de Alberto Moller Zerrano y Noemí Bordeu Olivares. Sus hermanos Fernando, Alberto y Manuel Moller Bordeu, también militantes radicales, se desempeñaron de igual manera como políticos, siendo estos últimos diputados y senadores. Realizó sus estudios primarios y secundarios en el Liceo de Concepción, para continuar los superiores en Estados Unidos, en la carrera de ingeniería civil.
Se casó con Rebeca Schiavetti Schiavetti (hija de Froilán Antonio Schiavetti y Laura Schiavetti), con quien tuvo dos hijos: Víctor y Laura.

## Carrera profesional
Se dedicó a la agricultura, explotando, junto a su hermano Manuel, la hacienda "Negrete", en Coigüe, y los fundos "Pichimalbén" y "Santo Domingo". Fue miembro de la Sociedad Nacional de Agricultura (SNA).
Por otra parte, ocupó el puesto de presidente del consejo del diario La Hora. Asimismo, fue miembro de la Comisión de Licencias de Importaciones, y fungió como consejero de la Caja Hipotecaria, siendo su presidente entre 1942 y 1946.
Paralelo a su actividad como agricultor, se desempeñó también en el sector privado como director de la empresa Aspromán S. A, de la Compañía Carbonífera Colico Sur y vicepresidente de Frigomán; y fue miembro del consejo directivo de la Universidad de Concepción. También, fue miembro del Club de La Unión, del Club Angol y del Automóvil Club de Chile.

## Carrera política
En el ámbito político, militó en las filas del Partido Radical (PR), siendo su presidente, miembro de la Junta Central y delegado, de la época, a todas las convenciones de esa colectividad. El 8 de febrero de 1940, fue nombrado por el presidente Pedro Aguirre Cerda, también radical, como titular del Ministerio de Agricultura, cargo que ejerció hasta el 24 de octubre del mismo año.
Más adelante, en 1946, fue designado por el presidente Gabriel González Videla como director ejecutivo ante el Banco Internacional de Reconstrucción y Fomento, desempeñándose como tal hasta 1948. Luego, fue presidente de la Comisión de Crédito Público y de la Corporación de Fomento de la Producción (Corfo), firma estatal creada por Aguirre Cerda en 1939. Además, presidió la delegación de Chile al 3.° Congreso de Agricultura Panamericano celebrado en Caracas, Venezuela.
Posteriormente, en el gobierno del presidente Jorge Alessandri, ejerció como consejero de la Corporación de la Vivienda (Corvi), en 1961.